# Sobre la resposta dels Harúspexs
Sobre la resposta dels Harúspexs (en llatí: De haruspicum responsis o Responso) és un discurs pronunciat per l'escriptor i polític romà Marc Tul·li Ciceró davant del senat l’any 56 aC, probablement entre els dies 6 i 14 de maig. Aquesta obra és motivada pels atacs de l'edil romà Clodi contra Ciceró, arran d’uns fets extraordinaris que van sobrepassar els límits naturals i van necessitar ésser dilucidats pels harúspexs, intèrprets de la voluntat divina

## Context
El 56 aC va ser un any d’una gran inestabilitat política, ja que les polítiques de Cèsar i Pompeu varen començar a ser qüestionades, i això va provocar una reunió del triumvirat en la qual es van arribar als acords de Luca, que van establir un nou repartiment de poders. D’aquests acords en va sortir beneficiat Publi Clodi Pulcre, que ja tenia un llarg historial d’enfrontaments amb Ciceró i que havia estat escollit aquell any com a edil. Als voltants de Roma, van anunciar-se prodigis com un estrèpit sobtat seguit d’un soroll d’armes a la campanya llatina, i un tremolor de terra a Potentia, al Picè. El senat va creure convenient consultar els harúspexs sobre aquests fets, els quals van declarar que l'explicació d'aquests es devia al fet que alguns déus estaven ofesos, com Júpiter, Saturn, Neptú, Terra i d'altres deïtats celestes, per diverses accions impies com, per exemple, la profanació de llocs sagrats. Clodi interpretà la resposta amb ànim d’atacar Ciceró, assegurant que els déus s’havien pres la reconstrucció de la casa de l’orador al Palatí com un sacrilegi, ja que l'edil havia consagrat el lloc a la deessa Llibertat. Aquesta insinuació va fer que molts senadors, envejosos de les propietats de Ciceró, demanessin que es tornés a prendre una resolució sobre el tema. L'escriptor, que en aquells moments era absent de Roma per un seguit de visites a les seves vil·les, va tornar a la ciutat ràpidament per donar una resposta als atacs de Clodi i va pronunciar aquest discurs davant el senat.

## Defensa
El discurs és una defensa del mateix Ciceró, davant el senat, per les acusacions de Clodi de provocar la ira dels déus amb la reconstrucció de la seva casa al Palatí, lloc que havia estat reservat per la construcció d’un temple per la deessa Llibertat. Ciceró comença per justificar la seva actitud i els seus atacs passats contra Clodi i contra els responsables del seu exili, tal com havia fet en discursos anteriors, i a continuació exposa i comenta la interpretació dels harúspexs als prodigis que han succeït.

## Contingut i estructura
El discurs es pot dividir en dues parts:
- En la primera (§§ 1–17), l’orador respon als contraris a ell en el senat, i els atacs i insinuacions de Clodi;
- En la segona (§§ 18–63), Ciceró, després d’una professió de fe en la religió romana, exposa la seva interpretació sobre els prodigis produïts, comentant un per un els sacrilegis denunciats pels harúspexs[8].

Els sacrilegis denunciats pels harúspexs són els següents:
1. La profanació dels Jocs Megalenses (20-27).
2. La destrucció del santuari de Pessinus (28-29).
3. La profanació dels indrets sagrats: Ciceró fa referència a la seva casa i refusa la consagració del lloc a la deessa Llibertat (30-33).
4. L'assassinat dels ambaixadors alexandrins (34-35).
5. La violació dels juraments (36).
6. El sacrilegi durant les cerimònies sagrades (37-39).

Després d’aquestes argumentacions sobre els sacrilegis, Ciceró passa a parlar sobre la conducta política que s’ha de tenir segons els déus, denunciant-ho en els següents punts:
1. La desavinença entre els ciutadans honrats. Ciceró considera que això no ha de comportar morts ni perills pels dirigents (40-55).
2. Les empreses secretes i perjudicials a la república. Acusa Clodi de no atendre a les normes divines que prohibeixen l’ús de projectes secrets, ja que ha fet suspendre totes les activitats públiques (55).
3. Els ciutadans “malvats” i els “rebutjats”. Aquí s’exposa una definició dels dos termes entre cometes, i s’explica que no s’han d’enaltir les seves virtuts, essent un dels majors “malvats” Clodi (56-59).
4. L'estabilitat de la república. Ciceró finalitza el seu discurs recordant que els déus els manen vetllar pel bé de la república, tot recordant moments passats d’inestabilitat. L’orador es fa portaveu dels déus, allunyant-se dels ressentiments i buscant la concòrdia (60-63)[9]

## Transmissió textual
Post reditum in senatu, Post reditum ad Quirites, De Domo sua i De haruspicum responsis són els quatre discursos que Ciceró va pronunciar en tornar de l'exili, també coneguts com a discursos Post reditum. Durant molt de temps es va posar en dubte que l’autor d’aquests fos Ciceró, no obstant, la crítica moderna accepta avui dia a Ciceró com l’autor d’aquests quatre discursos. El text dels quatre discursos Post reditum ens han estat transmesos, principalment, per quatre manuscrits:
- El més antic, considerat el millor, és el Parisinus 7794 (P) de la segona meitat del segle ix. A més dels quatre discursos, en conté uns altres cinc pronunciats els anys 57 i 56 aC. El monjo J. Perion (1497-1557) va ser qui el portà de Tours al col·legi de Montagu, a París; al voltant de l’any 1622, el còdex va passar a la Bibliothèque Royale o Nationale, on es conserva avui dia. Cal distingir tres mans diferents en aquest manuscrit: la del copista del manuscrit (P¹), la d’un revisor contemporani (P²) i la d’un corrector, probablement del segle xvi (P3).
- En una segona línia de descendència (Y) s’ha de situar el còdex Bruxellensis 5345 (G), abans anomenat Gemblacensis per la seva procedència (del monestir de Gembloux a Bèlgica). És del segle xi i sembla que el va escriure l’abat Olbert (1012-1048). Conté, entre altres discursos, els quatre Post reditum, anomenant el De domo sua com In Clodium, i incorporant el Pro Caelio. Al còdex inicial G¹, s’hi ha d’afegir les correccions més recents del G². En aquesta mateixa línia, tenim el còdex Berolinensis 252 (E), abans Erfurtensis, del segle xii i escrit per Wibald, abat del monestir de Stavelot i de Corvey. Figurava en el catàleg del segle xv de la biblioteca de la Universitat d’Erfurt, d’on va passar a Berlín al segle xix. Es va donar a conèixer l’any 1827.
- Un manuscrit que podria representar una tercera tradició textual és l’Harleianus 4927 (H), del segle xii o principis del XIII, que es conserva en el Museu Britànic i es va escriure a França, possiblement a Tours. Conté diversos obres ciceronianes, estant complets els quatres discursos Post reditum i amb anotacions interessants als marges